# Frenesia difficilis
Frenesia difficilis är en nattsländeart som först beskrevs av Walker 1852.  Frenesia difficilis ingår i släktet Frenesia och familjen husmasknattsländor. Inga underarter finns listade i Catalogue of Life.